# Daniel Mächler
Daniel Mächler (* 28. November 1974 in Wägital) ist ein Schweizer Skeletonfahrer.
Mächler begann 2003 mit dem Skeleton, dem Nationalkader gehört er seit 2004 an. Er wird von Urs Vescoli trainiert und startet für den Bobclub Zürichsee. Vor seiner Skeletonkarriere war er Leichtathlet. Bei den Schweizer Meisterschaften über 400 Meter wurde er 1999 Elfter. Nachdem er 2003 zum Skeleton gewechselt hatte, betrieb er zudem auch zeitweise Bobsport und war Anschieber im Viererbob von Martin Galliker. Bestes Ergebnis im Weltcup war 2003 ein 2. Platz in St. Moritz. Bei der Bob-Weltmeisterschaft 2003 in Lake Placid wurde das Team Siebter, ein Jahr später in Königssee wurden sie Fünfte.
Seit der Saison 2005/2006 trat er im Skeleton-Weltcup an, nachdem er zu Beginn der Saison in Igls zunächst ein Rennen im Skeleton-Europacup für sich hatte entscheiden können. Seitdem konnte er sich mehrfach unter den besten zehn des Weltcups platzieren, bestes Ergebnis war ein zweiter Platz in Igls in der Saison 2007/2008. Bei der Skeleton-Europameisterschaft 2006 belegte Mächler den sechsten, bei der Skeleton-Weltmeisterschaft 2007, wie schon an der EM in St. Moritz, den achten Platz. Zudem war er 2007 Zweiter bei den Schweizer Meisterschaften und gewann den Titel im Jahr darauf. Die EM 2007 in Königssee beendete er als 12., 2008 in Cesana Pariol als 13. Bei der WM 2008 in Altenberg fuhr Mächler auf Rang 18, mit dem Team erreichte er Platz sechs. in der Saison 2008/09 trat er vor allem im Skeleton-Intercontinentalcup an. Im Europacup gewann er zum Ende des Jahres 2009 zwei Rennen in Igls. 2010 wurde er Dritter.
Für die Olympischen Winterspiele 2010 wurde er nicht von Swiss Olympic nominiert, da er deren Kriterien – zweimal unter die besten zehn im Weltcup fahren – nicht erfüllte. Mächler reagierte enttäuscht und verärgert und veröffentlichte auf seiner Website eine Erklärung, in der er den Verband scharf angriff.
In der Saison 2010/11 startete Mächler regelmässig im Weltcup, in der Gesamtwertung kam er auf Platz 21.